# Dysgrammatismus
Dysgrammatismus (von altgriechisch dys „schlecht“ [hier „Fehl-“], und gramma „Buchstaben“ [hier „-schrift“]) ist eine Sprachentwicklungsstörung. Sie bezeichnet eine Teilproblematik einer kindlichen Spracherwerbsstörung, bei der Kinder nicht in der Lage sind, morphologisch und syntaktisch Sätze entsprechend ihrer Bezugssprache altersgemäß zu bilden. Im Kontrast dazu ist der Agrammatismus eine im späteren Alter erworbene Sprachstörung.  
Liebmann hat 1901 das Störungsbild erstmals unter dem Begriff des Agrammatismus infantilis beschrieben. Es dauerte bis in die 1980er, bis die Störung im Sinne einer deskriptiven Schulgrammatik verstanden wurde. Die Gründe für die erst späte erneute Hinwendung zum Thema Dysgrammatismus sind vielfältig. Man stellte fest, dass die Behandlung von dysgrammatisch sprechenden Kindern von Erfolglosigkeit geprägt war. Erst die Verwendung entwicklungspsycholinguistischer Ergebnisse löste die Störung aus dem Zusammenhang mit „normaler“ Sprachentwicklung. Dieser veränderte Standpunkt wirkte sich beträchtlich auf Diagnose und Therapie aus.

## Störungsphänomene
Die Störung zeigt sich unter anderem in der Sprachproduktion des Kindes. Die folgende Übersicht gibt einen Überblick ohne Anspruch auf Vollständigkeit über die beobachtbaren Symptome:
- Subjekt-Verb-Kongruenz: Dem Kind fehlt das Verständnis dafür, dass das Subjekt das Verb kontrolliert. Beispiel: Statt „Du sitzt“ wird „Du sitze“ gebildet.
- Falsche Kasusmarkierung: Der Kasus zeigt an, welche Beziehung ein Nomen im Satz hat. Beispiel: Statt „Ich gehe gerne in die Schule“ wird „Ich gerne in Schule gehen“.
- Falsche Genusmarkierung: Durch die Genusmarkierung wird das Geschlecht eines Nomen angezeigt. Beim Spracherwerb muss diese zusätzlich in das sprachliche Lexikon übernommen werden. Wenn Kinder nur wenige Merkmale eines Wortes (Lemma und Wortform) gespeichert haben, ist eine zielsichere Anwendung nicht möglich. Entweder werden Artikel abwechselnd oder konstant die falsche Form gewählt.
- Falsche Pluralmarkierung: Hier liegt eine ähnliche Problematik vor wie bei der Genusmarkierung. Auch hier muss das Kind im Laufe seines Spracherwerbs für jedes Wort dieses Merkmal erlernen, da es im deutschen keine Regelmäßigkeit gibt, wie das folgende Beispiel verdeutlichen soll: die Banane (Singular), die Banane-n (Plural), aber der Schlüssel (Singular), die Schlüssel (Plural).
- Falsche Verbstellung im Hauptsatz: Das finite Verb steht im deutschen Aussagesatz immer an zweiter Stelle (vgl. V2-Stellung). Bei Kindern mit einer Spracherwerbstörung kommt es häufig zu einer Verbendstellung („Ich Ball möchte“).

Es ist zu beachten, dass das vereinzelte Auftreten von Abweichungen der grammatikalischen Strukturen von der Bezugssprache der Kinder im Laufe ihres Spracherwerbes normal ist und nicht bedeutet, dass das Kind unter Dysgrammatismus leidet. Dysgrammatismus zeichnet sich vor allem durch ein inhomogenes Fähigkeitsprofil aus.

## Bedingungshintergrund
Man geht davon aus, dass Kinder im Zusammenhang mit dem Spracherwerb über so genannte Bootstrapping-Strategien verfügen, die es ihnen ermöglichen, sich beim Erlernen des grammatischen Systems nur auf die notwendigen Daten zu konzentrieren, die sie dann herausfiltern und weiterverarbeiten. Dabei lassen sich verschiedene Risikofaktoren benennen, die eine Störung der Bootstrapping-Strategie verursachen können:
- Sprachlicher Input und Interaktion: Kinder sind im Lauf des Grammatikerwerbs auf sprachlichen Input angewiesen. Ist dieser nicht adäquat oder besteht dieser selbst aus Fehlern auf morphologischer und syntaktischer Ebene, kann dies den Lernprozess erschweren, wenn nicht sogar ganz zum Erliegen bringen.
- Gedächtniskapazität: Das Arbeitsgedächtnis besteht unter anderem aus der zentralen Exekutive als Kontrollinstanz und der phonologischen Schleife. Die zentrale Exekutive kodiert sprachliche Informationen und gibt sie für eine kurze Zeit an die phonologische Schleife, die die kodierten Informationen vollständig zur Verfügung hält. Diese werden dann erst mit bestehenden Informationen verglichen und verarbeitet. Wenn das Kind über keine ausreichende Kapazität der phonologischen Schleife verfügt, so verfallen die Informationen, bevor sie verarbeitet werden können. Das bedeutet, dass neuer sprachlicher Input nicht in das Langzeitgedächtnis übernommen werden kann.
- Wahrnehmung zeitlicher Abfolgen: In der Sprache spielt Rhythmus und zeitliche Abfolge eine wichtige Rolle. Bei dysgrammatisch sprechenden Kindern konnte man feststellen, dass die Wahrnehmung von zeitlichen Abfolgen gestört ist. Somit fällt es diesen Kindern schwer, die Position von Satzteilen zu identifizieren.

## Diagnostik
Durch das psycholinguistische Vorgehen verzichtet man weitestgehend auf eine defizit- bzw. produktorientierte Beschreibung im Sinne der Frage „Was spricht das Kind falsch?“ einer Sprachstörung. Daher sucht man heute in der Diagnostik eine Antwort auf die Frage „Wie arrangiert das Kind seine Sprachproduktion?“ zu bekommen. Bei der Diagnostik des Dysgrammatismus greift man daher auf eine breite Palette an Instrumentarien zurück. Dazu gehören Sprachanalysen wie COPROF und ESGRAF, aber auch informelle Tests und Subtests aus anerkannten Entwicklungstests, wie zum Beispiel aus dem Intelligenztest K-ABC.

### COPROF
Die Computerunterstützte Profilanalyse (COPROF) ist von Clahsen und Hansen entwickelt worden, das vor allem den Arbeitsschritt der Analyse von Spontansprache unterstützt. Der Diagnostiker erhebt mittels eines Profilbogens eine Sprachprobe. Anschließend gibt er am PC die zu analysierenden Sätze bzw. Äußerungen ein (ca. 100–150) und beantwortet darüber hinaus noch Fragen zur Äußerungslänge, woraus dann der Computer eine Profilanalyse erstellt. Nachteil ist, dass die Einarbeitung in das Programm sehr lange dauert. Zudem wird bezweifelt, dass durch die Analyse von Spontansprache das grammatische Regelsystems eines Kindes rekonstruiert werden kann, da man nur die sprachliche Modialität des Kodierens erfasst und der Ausschnitt von 100 Äußerungen zu klein erscheint, um einen umfassenden Überblick zu bekommen.

### ESGRAF
siehe Hauptartikel ESGRAF
Die Evozierte Sprachdiagnose grammatischer Fähigkeiten (ESGRAF) versucht durch spielerische Diagnosesituationen die Entwicklung des grammatischen Regelsystems des Kindes zu erfassen. Es besteht aus geplanten Rollenspielanordnungen mit Figuren, in denen Kinder mit dem Diagnostiker bekannte Spielformen, wie Verstecken, Ratespiel, Einkaufen usw. durchführen. Durch das Rollenspiel werden verschiedene sprachliche Modalitäten, wie Kodieren, Rekonstruieren, Dekodieren hervorgerufen. Eine zeitaufwändige Transkription ist nicht notwendig. Zusätzlich bietet ESGRAF auch Interpretationshilfen an, um einen Förderschwerpunkt zu identifizieren.

## Therapiemöglichkeiten

### Entwicklungsproximale Sprachtherapie
Die entwicklungsproximale Sprachtherapie geht auf Dannenbauer zurück. In ihrem Kern geht es darum, sprachliche Zielstrukturen zu vermitteln, die durch eine vorhergehende Diagnostik als therapie- und entwicklungsrelevant für das Kind erkannt wurden. Dabei wird weniger an den Defiziten, sondern gezielt bei den vorhandenen sprachlichen Fähigkeiten des Kindes angesetzt, um von diesen ausgehend die nächsten Entwicklungsschritte im Grammatikerwerb auszulösen.
Als wichtige Voraussetzung wird eine gute Beziehungsbasis zwischen Kind und Therapeut angesehen. Als Diagnose-Methode kommt vor allem COPROF zum Einsatz. Es werden der Sprachstand bzw. das Fähigkeitsprofil des Kindes ermittelt und im Laufe der Therapie begleitend fortgeführt. Man geht davon aus, dass das Kind über dieselben Fähigkeiten zum Erwerb der Grammatik verfügt wie ein Kind ohne Dysgrammatismus, diese aber noch ausgelöst werden müssen. Hierzu werden Situationen (bei Kindern vor allem Spielsituationen) geschaffen, in denen der Therapeut das Kind mit sprachlichen Strukturangeboten konfrontiert. Die Sprache des Therapeuten dient dabei als Modell, an dem das Kind die grammatikalischen Strukturen erkennen soll.

### Kontextoptimierung
Die Kontextoptimierung geht auf Motsch zurück. Er geht von der Annahme aus, dass sprachentwicklungsgestörte Kinder unterschiedliche Voraussetzungen für den Erwerb der Sprache mitbringen. Das bedeutet, dass nicht alle Kinder gleichermaßen von einem Therapie-Setting profitieren. Daher schlägt er ein multidimensionales Vorgehen vor, das verschiedene Konzepte zur Therapie aufgreift und sich deren Vorteile zu Nutze macht. Ziel ist es, durch die Veränderung der Komponenten einer Therapie eine möglichst optimale Lernsituation für das Kind zu schaffen. Die Kontextoptimierung wird durch Ressourcenorientierung, Modalitätenwechsel und Ursachenorientierung charakterisiert.
Bei der Kontextoptimierung wird ein sorgfältig ausgewählter Input dem Klienten angeboten, um Sprachbarrieren zu überwinden. Komponenten des Kontextes so verändert, dass Blockaden im Grammatikerwerb beseitigt und Lernen intensiviert wird.

### Patholinguistischer Ansatz
Der Patholinguistische Ansatz geht auf Kauschke und Siegmüller zurück.
Auch hier geht es um den Wortschatzspurt und Grammatikerwerb. Dieser Ansatz setzt an den Sprachlichen Aspekten der Störung an. 
Prinzip der Entwicklungsorientierung; 
Prinzip der Aktivierung; 
Prinzip der Dialogischen Einbettung; 
Prinzip der Methodenvielfalt.

### Im Film
- La couleur des mots ein Film von Philippe Blasband, der um Verständnis wirbt. Er zeigt 24 Stunden im Leben einer jungen Frau mit Dysgrammatismus. Länge 63 min, französisch (auch mit engl. UT erhältlich) Infos auf den Seiten des Regisseurs.